# Athyrium drepanopteron
Athyrium drepanopteron là một loài dương xỉ thuộc họ Athyriaceae. Loài này được Gustav Kunze mô tả khoa học đầu tiên năm 1850.